# Austropholcomma
Austropholcomma là một chi nhện trong họ Micropholcommatidae.